# Jermaine Stewart
William Jermaine Stewart (Columbus, 7 de setembro de 1957 - 17 de março de 1997) foi um cantor pop norte-americano, mais conhecido por seus hits da Billboard, "The Word Is Out" de seu álbum de estréia de 1984 com o mesmo nome, e "We Don't Have to Take Our Clothes Off ", em 1986, do álbum Frantic Romantic.